# ヤン・ローゼンタール
ヤン・ローゼンタール（Jan Rosenthal, 1986年4月7日 - ）は、西ドイツ（現ドイツ）・ニーダーザクセン州ズーリンゲン出身の元サッカー選手。現役時代のポジションはMF、FW（攻撃的ミッドフィールダー、セカンドトップ）。

## 経歴
2005年、ハノーファー96でプロキャリアをスタート。2006年8月13日のヴェルダー・ブレーメン戦で途中出場しブンデスリーガデビューを果たす。10月21日のシャルケ04戦で初スタメン初ゴールを記録。2006–07シーズン以降レギュラーに定着した。ユース時代を含めハノーファーで10シーズン過ごした後、2010年6月11日にSCフライブルクと3年契約を結んだ。
2013年3月8日、アイントラハト・フランクフルトが2013–14シーズンからの加入を発表。3年契約を結んだ。2015年2月、2.ブンデスリーガのSVダルムシュタット98にシーズン終了までの契約でレンタル移籍。シーズン終了後、ブンデスリーガに昇格した同クラブへ完全移籍となる。2017-18シーズンを以て現役を引退することを表明した。

## 代表歴
U-19とU-21ドイツ代表歴がある。

## 人物
2018年12月、サッカー選手によるSNSでの仔細な情報発信に関して否定的な見解を示している。